# 사스키아 로레타 판 에르번 가르시아
사스키아 로레타 판 에르번 가르시아(네덜란드어·스페인어: Saskia Loretta van Erven García, 1987년 8월 29일~)는 네덜란드 태생 콜롬비아의 펜싱 선수로 주 종목은 플뢰레이다. 2012년 하계 올림픽에서 그녀는 여자 플뢰레 개인전에 참가하였으나 32강전에서 독일의 카롤린 골루비츠키에게 9-14로 패해 탈락하였다.
판 에르번 가르시아는 암스테르담 대학교에서 언론학을 공부하고, 암스테르담의 펜싱 클럽인 스헤름센트륌에 입단하여 훈련을 받는다. 그녀는 네덜란드에서 태어나고 자랐지만, 2011년에 어머니의 국적인 콜롬비아 국적을 취득해 콜롬비아 대표로 2012년 하계 올림픽에 참가하였다. 판 에르번 가르시아의 어머니는 콜롬비아 출신이다.